# Alcea iranshahrii
Alcea iranshahrii là một loài thực vật có hoa trong họ Cẩm quỳ. Loài này được Pakravan, Ghahr. & Assadi mô tả khoa học đầu tiên năm 2005.